# استیگ داگرمن
استیگ داگرمان (Stig Dagerman) ‏ (۵ اکتبر ۱۹۲۳ – ۴ نوامبر ۱۹۵۴) نویسنده، شاعر و روزنامه‌نگار سوئدی بود. او علاوه بر نویسندگی کتاب، دبیر روزنامهٔ جوانان سندیکالیست بود. منتقدین سبک او را در نهایت آمیزه‌ای از سورئالیسم و اکسپرسیونیسم دانسته‌اند.

## زندگی
پدر او هلمر جانسون جوانی فراری بود و مادرش هلنا اندرسون منشی تلفنی. آن‌ها هنوز با هم ازدواج نکرده بودند که از هم جدا شدند و استیو را به والدین پدرش سپردند. زندگی در کنار پدربزرگ و مادربزرگ مذهبی‌اش در روستا او را با زندگی مشقت‌بار روستایی آشنا کرد. پدربزرگش توسط دیوانه‌یی به صورت اتفاق کشته می‌شود و مادر بزرگش در فاصله کوتاهی می‌میرد. دو سال بعد یکی از دوستانش در اسکی کشته شد و زندگی استیگ را تراژیک‌تر کرد. او منزوی شد و به شعر سرودن پرداخت.
در همین سال‌ها به جریان‌های کارگری و مبارزات سندیکالیستی علاقه‌مند می‌شود. جریان سوسیالیسم سندیکالیستی‌ای که داگرمن به آن پیوسته بود در پی تمرکززادیی و کاهش اختیارات دولت و احقاق حقوق طبقه کارگر بود. در همین سال‌ها با آن ماری گوتسس پناهندهٔ آلمانی آشنا می‌شود او دختر مبارزی اسپانیایی است و با مادرش در دخمه‌یی در آپارتمانی در حاشیه شهر زندگی می‌کند؛ داگرمن با آن‌ها هم‌خانه می‌شود و زندگی حقارت بار حاشیه‌نشینی را تجربه می‌کند. در سن بیست سالگی مدتی به دانشگاه می‌رود و سپس روانه سربازی می‌شود و ماجرای دوران سربازی دست‌مایهٔ اولین رمانش می‌شود که در بیست و دو سالگی آن را چاپ می‌کند. این دوران دوران اوج خلاقیت ادبی اوست؛ شبی شصت صفحه می‌نویسد

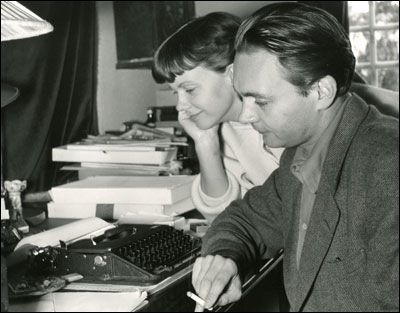
داگرمن و همسرش

هنوز بیست و پنج سالش نشده و دبیر روزنامهٔ جوانان سندیکالیست است و چهار رمان و چهار نمایش‌نامه نوشته و یک مجموعه داستان کوتاه و سفرنامه و صدها شعر نیز در کارنامهٔ ادبی خود دارد، مشهور شده‌است و وضع مالی‌اش هم بعد نیست. اما جدایی از همسرش مسیر زندگی او را تغییر می‌دهد. شکست و سقوط ذهنی‌اش آغاز می‌شود. یک سال بعد با آنیتا بیورک بازیگر مشهور سوئدی ازدواج می‌کند اما این ازدواج هم نمی‌تواند مرهمی بر زخم‌های خون‌چکان روح او باشد. روزگارش تباه و روانش برآشفته‌است دیگر کم می‌نویسد، نیمه‌های شب از خواب می‌پرد بیرون می‌زند و ساعت‌ها در جاده‌های خلوت شبانگاهی رانندگی می‌کند. جند بار دست به خودکشی می‌زند و سرانجام در ۴ نوامبر ۱۹۵۴ در سی و یک سالگی موفق می‌شود به زندگی خود پایان دهد.

## جایزهٔ داگرمن
در سوئد جایزه‌یی به نام استیگ داگرمان نام‌گذاری کرده‌اند که عبارت از نشان افتخار و بیست و پنج هزار کرون سوئدی است. در سال ۱۹۹۹ این جایزه با عنوان «شاملو شاعر بزرگ آزادی» به احمد شاملو شاعر بزرگ ایرانی اهدا شد.

## آثار
یک تراژدی بی‌مقدارداگرمن را کافکای سوئد می‌دانند او را متأثر از نیچه، کافکا، استریندبرگ و هم‌وطنش ایویند یانسون برشمرده‌اند. منتقدین سبک او را در نهایت آمیزه‌یی از سورئالیسم و اکسپرسیونیسم دانسته‌اند.
داگرمن را نخستین بار محمدرضا قلیچ خانی با ترجمه و چاپ داستان "کودکی کشته می شود" در مجله دنیای سخن که با مقاله ای در مورد ادبیات سوئد و زندگی و آثار داگرمن در دههٔ ۱۹۴۰ همراه بود به فارسی زبانان معرفی کرد. یکی از داستان‌های کوتاه مشهورش کشتن یک بچه نام دارد. که توسط محمدرضا فرزاد به فارسی ترجمه شده‌است و در مجموعه داستان کوتاهی به نام باغ تروتسکی منتشر شده‌است.
- مار (رمان، ۱۹۴۵)
- جزیرهٔ نیستی (رمان، ۱۹۴۶)
- پائیز آلمان (اثر غیر داستانی، ۱۹۴۷)
- بازی‌های شبانه (مجموعه داستان کوتاه، ۱۹۴۷)
- کودک سوخته (رمان، ۱۹۴۸)
- درام‌های محکوم: مرد محکوم به مرگ، سایه مارتین (نمایشنامه ها، ۱۹۴۸)
- نگرانی‌های عروسی (رمان، ۱۹۴۹)
- نیاز ما برای تسلی سیری ناپذیر است (شعر و نثر، ۱۹۵۵)
- هدیه ی غیرمنتظره (مجموعه داستان کوتاه)، ترجمه: محمدرضا قلیچ خانی، نشر ثالث
- بوران (مجموعه داستان کوتاه)، ترجمه: سیامک کریمی، نشر روزگار[۴]
- «یک تراژدی بی‌مقدار» (مجموعه داستان) ترجمه‌: رباب محب. تهران، انتشارات پریان‮‬، ۱۳۹۹ ‏ شابک: ‫‬‮‭۹۷۸-۶۲۲-۹۷۵۲۹۱-۳